# Leenderstrijp
Leenderstrijp est un hameau situé dans la commune néerlandaise de Heeze-Leende, dans la province du Brabant-Septentrional. Le 1er janvier 2007, Leenderstrijp comptait 480 habitants.